# Portulaca grandis
Portulaca grandis är en portlakväxtart som beskrevs av Albert Peter. Portulaca grandis ingår i släktet portlaker, och familjen portlakväxter. Inga underarter finns listade i Catalogue of Life.